# ビオ (フレーバーミルク)
ビオ（Vio）は、コカ・コーラ・インディアが販売するフレーバーミルクである。2016年にコカ・コーラ社はVioブランドをインドの乳飲料市場に売り込み、本格的なインド進出となった。このブランドのバリエーションは2種類あり、VIOアーモンド・ディライト（Almond Delight）とVIOケサー・トリート（Kesar Treat）。酪農家から供給されているそのミルクは、フレーバーとブレンドされる。
VIOフレーバーミルクの原料は、水牛ミルクの乳飲料「トーンミルク」（toned milk）、乳固形分、砂糖、加えてケサー・トリートとアーモンド・ディライトそれぞれにサフランとピスタチオ、アーモンドのフレーバーがブレンドされている。パックごとに6.4gのタンパク質が含まれる。防腐剤は添加されていない。無菌充填テトラパック200mlが商品化されている。
2016年現在、ムンバイの提携業者「Schreiber Dynamix Dairies Pvt. Ltd.」が製造している。